# Nihon kobudō kyōkai
 (octobre 2020).
Si vous disposez d'ouvrages ou d'articles de référence ou si vous connaissez des sites web de qualité traitant du thème abordé ici, merci de compléter l'article en donnant les références utiles à sa vérifiabilité et en les liant à la section « Notes et références ».
La Nihon kobudō kyōkai (日本古武道協会, litt. « Association pour les arts martiaux traditionnels japonais ») est une organisation appartenant au Nippon Budōkan dont le but est de fédérer les écoles martiales traditionnelles (koryū) afin de contribuer à leur sauvegarde, à leur diffusion et à leur promotion.

## Présentation
La Nihon Kobudō Kyōkai a été fondée le 17 février 1979, après que le constat d'une perte des enseignements traditionnels des samouraïs, mettant en avant l'étude par la répétition de l'effort, afin d'apporter des références permettant de surmonter les bouleversements sociétaux en cours au Japon et de sauvegarder le patrimoine martial des koryū.